# Ishikawa
Ishikawa (jap. 石川町 Ishikawa-machi) – miasto w Japonii, na wyspie Honsiu, w prefekturze Fukushima. Według danych na rok 2020 miejscowość zamieszkiwało 14 644 mieszkańców , a gęstość zaludnienia wyniosła 126,6 os./km².